# Adoptianisme

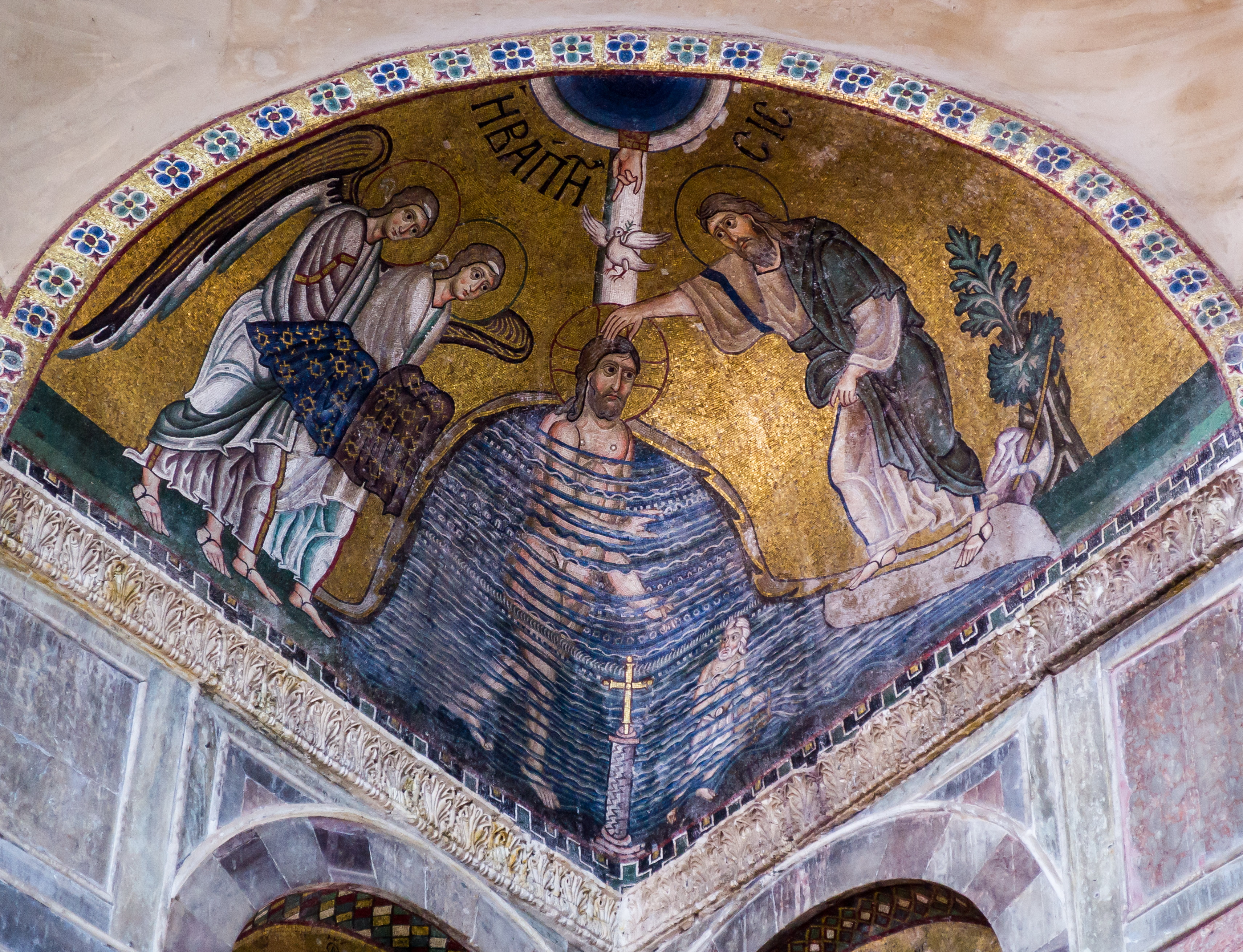
Le Baptême du Christ, mosaïque du monastère d'Osios Loukas, XIe siècle.

 (novembre 2024).
L'adoptianisme est une doctrine religieuse selon laquelle Jésus ne serait devenu le fils de Dieu que par adoption à la suite de son baptême dans le Jourdain par Jean le Baptiste. Elle se caractérise par une conception humanisante de Jésus, à l'opposé de la conception divinisante du docétisme.
L'importance et l'influence de l'adoptianisme dans le christianisme primitif restent débattues, mais elles semblent avoir été plus populaires au cours des trois premiers siècles, avant de diminuer fortement à partir du IVe siècle.

## Historique

### Origine
Dès les temps apostoliques, un certain nombre de dissensions d'ordre christologique menacent de fracturer les premières communautés chrétiennes. Dans le chapitre 15 de la Première épître aux Corinthiens, l'apôtre Paul estime nécessaire de dissiper tout malentendu à propos de la résurrection, celle du Christ et celle de l'humanité tout entière. La Première épître de Jean rappelle dans son chapitre 4 la réalité concrète de l'Incarnation, de même qu'Ignace d'Antioche combat les opinions relevant du docétisme, selon lequel l'humanité de Jésus n'a été qu'une apparence.
La doctrine de l'adoptianisme apparaît au IIe siècle avec Théodote de Byzance, qui entend revenir à un monothéisme plus littéral. Il enseigne que Jésus était un homme non divin et que, même s'il a été adopté par Dieu lors de son baptême (c'est-à-dire qu'il est devenu le Christ), il n'est devenu Dieu qu'après sa résurrection. Cette thèse a été déclarée hérétique par le pape Victor Ier et Théodote a été excommunié.
Paul de Samosate, évêque d'Antioche, la reprend en 268[réf. nécessaire].
Au VIIIe siècle, en Espagne, l'archevêque Élipand de Tolède, et l'évêque d'Urgell, Félix d'Urgell reprirent à leur compte cette doctrine[réf. nécessaire].

### La querelle de l'adoptianisme
Cette querelle se réfère à une controverse qui a eu lieu pendant près de quinze ans, à partir de la fin du VIIIe siècle en Espagne et en France. En 794, l'évêque de Tolède, Élipand adresse une lettre aux évêques de France et à Félix d'Urgell où il affirme que la personne du Fils de Dieu n'est pas la même que la personne du fils de Joseph. Pour lui, le Christ serait seulement le fils de Marie, et ne serait devenu fils de Dieu que par adoption lors de son baptême

### Condamnation de l'hérésie
Cette doctrine est régulièrement condamnée au nom de l'orthodoxie. Cette affaire a eu un grand retentissement dans la chrétienté, jusqu'auprès d'Alcuin, conseiller de Charlemagne à Aix-la-Chapelle ; le pape Léon III lui-même prend parti contre cette doctrine, même si son prédécesseur Adrien Ier ne s'est pas engagé sur le sujet[réf. nécessaire].
Sous les pressions d'Alcuin, de Charlemagne et du pape, Félix abjure à plusieurs reprises, après être revenu à l'hérésie chaque fois. Synodes et conciles ne viendront pas à bout des convictions du relaps :
- synode de 792, convoqué à Ratisbonne par Charlemagne ;
- synode de Pâques 794, présidé par Charlemagne à Francfort ;
- concile de 795, présidé à Rome par Léon III (pape de 795 à 816) ;
- concile de 796 à Frioul, présidé par Paulin d'Aquilée ;
- concile de 799, réuni par Léon III[réf. nécessaire].

Charlemagne a tôt fait de rallier « le sage Alcuin » pour s'opposer à cette doctrine et rétablir l'unité de la chrétienté dans l'empire d'Occident. Devant l'affaiblissement des chrétiens d'Espagne qui sont sous domination musulmane, il espère sans doute appuyer l'Église, en prenant le parti du pape, sans doute aussi pour établir une partie de son autorité politique dans la zone occupée. Il veilla, par son épée, au service de l'empire chrétien, et Alcuin seconda le pape par l'épée de la doctrine (doctrine des deux épées, où le pape défend la foi, et Charlemagne, l'empire chrétien latin)[réf. nécessaire].
Félix d'Urgell est condamné comme relaps par le pape Léon III. Il meurt en prison en 818 à Lyon.

### Postérité de l'adoptianisme
Ce n'est cependant qu'au XIIe siècle que le pape Alexandre III vient à bout de l'adoptianisme qui est considéré définitivement comme hérésie[réf. nécessaire].
Cette question doctrinale est toutefois de nouveau soulevée par les anabaptistes. Selon John Cavadini, il semblerait que cette doctrine était orthodoxe mais avait été la victime de l’archaïsme du vocabulaire de son élaboration.